# Adrián López Álvarez
Adrián López Álvarez (Teverga, 8 gennaio 1988) è un allenatore di calcio ed ex calciatore spagnolo, di ruolo attaccante, tecnico in seconda del Rayo Vallecano.

## Carriera

### Club

#### Oviedo e il passaggio al Deportivo
Un prodotto del settore giovanile del Real Oviedo, Adrián rapidamente ha fatto il passaggio in prima squadra di Oviedo, segnando quattro volte in 30 partite, giocando in Segunda División B. Tuttavia, il giocatore inizialmente non aveva un contratto da professionista perché era un giocatore proveniente dalle giovanili, e l'unico modo per acquisire i suoi servigi gratuitamente è stato quello di offrirgli un contratto da professionista.
Nell'ottobre 2006 viene acquistato dal Deportivo de La Coruña per una cifra di circa €330.000. Il momento più esaltante per Adrian nella stagione 2006-07 è arrivato quando, il 31 marzo 2007, è entrato in una partita di campionato del Deportivo al Camp Nou al minuto 61. Anche se il Barcellona ha vinto per 2-1, Adrian è riuscito a segnare con un tocco intelligente. Questo è stato il suo unico gol in campionato di quella stagione, conclusa comunque con 15 partite all'attivo. Dopo aver ricevuto qualche opportunità in prima squadra durante la stagione in Primera División 2007-2008, Adrián è stato ceduto in prestito in Segunda División al Deportivo Alavés, nel marzo 2008. Dopo aver aiutato la squadra basca a evitare la retrocessione con tre gol in campionato, è tornato in A al Coruña per essere dato in prestito ancora una volta, il 14 agosto, al neo-promosso Málaga CF, a seguito di una lunga trattativa.
Il 28 settembre 2008, Adrián ha segnato il suo primo gol per il Malaga, nella vittoria per 2-1 sul Real Valladolid, ed è sceso regolarmente in campo per tutta la stagione, pur senza segnare un elevato numero di gol (solo tre). Nella stagione 2009-10, Adrian è tornato al Deportivo de La Coruña, dove ha inizialmente trovato spazio fra i titolari, rivestando varie posizioni nel fronte offensivo. Il 23 marzo 2010, ha segnato il gol del pareggio mentre la squadra era in 10 uomini (poi nove) nella partita tra il Deportivo e lo Sporting de Gijón, nella sconfitta finale per 1-2.
Adrián continua a scendere regolarmente in campo con la maglia del Deportivo nella stagione nella 2010-2011, di nuovo come titolare. In un match di Coppa del Re, i galiziani affrontano il Córdoba CF nei sedicesimi di finale: dopo il pareggio per 1-1 in Andalusia, Adrian ha segnato l'1-1 al 90'. La sua squadra perse comunque la sfida ai supplementari, dove il Córdoba CF mise a segno altri due goal (3-1) assicurandosi un posto nei quarti di finale. Ha finito la stagione come capocannoniere della squadra con 8 gol (in 36 partite), ma il Deportivo ritorna in Segunda division dopo 20 anni.
Scaduto il suo contratto con il Deportivo, il 19 luglio 2011 viene acquistato, a parametro zero, dall'Atlético Madrid.

#### Atlético Madrid
Adrián è stato autorizzato a passare all'Atlético Madrid a parametro zero, dopo che si era svincolato dal Deportivo de La Coruña. Ha firmato per il club il 19 luglio 2011, accettando un contratto quadriennale. Nove giorni dopo, al suo debutto ufficiale, ha messo a segno i due assist vincenti per José Antonio Reyes in una vittoria per 2-1 in casa contro Strømsgodset IF, per la qualificazione alla UEFA Europa League. Nella seconda tappa, ha segnato il primo gol in un successo per 2-0. Nella stessa competizione, il 25 agosto 2011, Adrián ha messo a segno una doppietta in una vittoria per 4-0 in trasferta contro il Vitória de Guimarães (6-0 complessivo), che garantiva all'Atletico la qualificazione alla fase a gironi. Il suo primo gol in campionato è arrivato in una vittoria casalinga per 4-0 contro il Racing de Santander il 18 settembre, andando di testa su un cross del turco Arda Turan.
Naturalmente Reyes divenne sempre più scontento del suo status di riserva al club, mentre Adrián venne inserito fra gli 11 titolari del club madrileno. In due partite separate da soli cinque giorni, segnò quattro gol, due doppiette contro il Real Zaragoza in campionato (3-1 vittoria in casa) e contro l'Udinese (4-0, anche a casa) in UEFA Europa League.

#### Porto
Il 13 luglio 2014 viene annunciato il trasferimento per 11 milioni di euro del giocatore al Porto, dove firma un contratto valido 5 anni.

### Nazionale
Durante il campionato del mondo Under-20 2007 tenutosi in Canada, Adrián ha segnato una tripletta per la Spagna il 7 luglio, nella partita finale nella fase a gironi contro la Giordania, con tutti e tre i gol provenienti in un arco di 10 minuti, verso la fine del primo tempo.
Successivamente, ha rappresentato l'Under 21 in due Campionati Europei UEFA con la Under-21. Nella edizione 2011 in Danimarca, Adrián ha segnato una doppietta nella vittoria per 2-0 fase nella fase a gironi contro la Repubblica Ceca, facendone un altro nella partita successiva contro l'Ucraina (3-0). Nella semifinale contro la Bielorussia ha segnato il gol del pareggio 1-1 ai supplementari, aggiungendone un altro in quella partita in un successo finale per 3-1; al termine della competizione è stato premiato con la Scarpa d'oro, ovvero come miglior marcatore del torneo con 5 gol.
Dopo l'ottima stagione 2011-12 nelle file dell'Atlético Madrid, il ct spagnolo Vicente del Bosque lo include nella lista dei trenta preconvocati per l'Europeo in Polonia-Ucraina 2012, assieme ai compagni di club Álvaro Domínguez Soto e Juan Francisco Torres; dei tre, soltanto il terzo risulterà però incluso nella definitiva lista dei ventitré per Euro 2012.

## Statistiche

### Presenze e reti nei club
Statistiche aggiornate al 1 febbraio 2021.
| Stagione               | Squadra                | Campionato             | Campionato | Campionato | Coppe nazionali | Coppe nazionali | Coppe nazionali | Coppe continentali | Coppe continentali | Coppe continentali | Altre coppe | Altre coppe | Altre coppe | Totale | Totale |
| Stagione               | Squadra                | Comp                   | Pres       | Reti       | Comp            | Pres            | Reti            | Comp               | Pres               | Reti               | Comp        | Pres        | Reti        | Pres   | Reti   |
| ---------------------- | ---------------------- | ---------------------- | ---------- | ---------- | --------------- | --------------- | --------------- | ------------------ | ------------------ | ------------------ | ----------- | ----------- | ----------- | ------ | ------ |
| 2004-2005              | Real Oviedo            | SDB                    | 4          | 1          | -               | -               | -               | -                  | -                  | -                  | -           | -           | -           | 4      | 1      |
| 2005-2006              | Real Oviedo            | SDB                    | 26         | 3          | -               | -               | -               | -                  | -                  | -                  | -           | -           | -           | 26     | 3      |
| Totale Real Oviedo     | Totale Real Oviedo     | Totale Real Oviedo     | 30         | 4          |                 | -               | -               |                    | -                  | -                  |             | -           | -           | 30     | 4      |
| 2006-2007              | Deportivo              | PD                     | 15         | 1          | CR              | 2               | 0               | -                  | -                  | -                  | -           | -           | -           | 17     | 1      |
| 2007-2008              | Deportivo              | PD                     | 7          | 0          | CR              | 1               | 0               | -                  | -                  | -                  | -           | -           | -           | 8      | 0      |
| 2007-2008              | Alavés                 | SD                     | 10         | 3          | -               | -               | -               | -                  | -                  | -                  | -           | -           | -           | 10     | 3      |
| 2008-2009              | Deportivo              | PD                     | -          | -          | CR              | -               | -               | Int                | 2                  | 0                  | -           | -           | -           | 2      | 0      |
| 2008-2009              | Málaga                 | PD                     | 28         | 3          | CR              | 2               | 0               | -                  | -                  | -                  | -           | -           | -           | 30     | 3      |
| 2009-2010              | Deportivo              | PD                     | 34         | 4          | CR              | 5               | 0               | -                  | -                  | -                  | -           | -           | -           | 39     | 4      |
| 2010-2011              | Deportivo              | PD                     | 36         | 8          | CR              | 4               | 4               | -                  | -                  | -                  | -           | -           | -           | 40     | 12     |
| 2011-2012              | Atlético Madrid        | PD                     | 36         | 7          | CR              | 2               | 1               | UEL                | 19                 | 11                 | -           | -           | -           | 56     | 19     |
| 2012-2013              | Atlético Madrid        | PD                     | 31         | 3          | CR              | 6               | 1               | UEL                | 8                  | 0                  | SU          | 1           | 0           | 46     | 4      |
| 2013-2014              | Atlético Madrid        | PD                     | 22         | 1          | CR              | 7               | 0               | UCL                | 9                  | 2                  | SS          | 1           | 0           | 39     | 3      |
| Totale Atletico Madrid | Totale Atletico Madrid | Totale Atletico Madrid | 89         | 11         |                 | 15              | 2               |                    | 36                 | 13                 |             | 2           | 0           | 142    | 26     |
| 2014-2015              | Porto                  | PL                     | 9          | 0          | CP+CdL          | 1+3             | 0               | UCL                | 5                  | 1                  | -           | -           | -           | 18     | 1      |
| 2015-2016              | Villarreal             | PD                     | 16         | 4          | CR              | 0               | 0               | UEL                | 7                  | 1                  | -           | -           | -           | 23     | 5      |
| 2016-gen.2017          | Porto                  | PL                     | 5          | 0          | CP+CdL          | 0+1             | 0               | UCL                | 3                  | 0                  | -           | -           | -           | 9      | 0      |
| gen.-giu.2017          | Villarreal             | PD                     | 15         | 2          | CR              | 0               | 0               | UEL                | 2                  | 0                  | -           | -           | -           | 17     | 2      |
| Totale Villarreal      | Totale Villarreal      | Totale Villarreal      | 31         | 6          |                 | 0               | 0               |                    | 9                  | 1                  |             |             |             | 40     | 7      |
| 2017-2018              | Deportivo              | PD                     | 30         | 9          | CR              | 1               | 0               | -                  | -                  | -                  | -           | -           | -           | 31     | 9      |
| Totale Deportivo       | Totale Deportivo       | Totale Deportivo       | 122        | 22         |                 | 13              | 4               |                    | 2                  | 0                  |             |             |             | 137    | 26     |
| 2018-2019              | Porto                  | PL                     | 11         | 1          | CP+CdL          | 7+3             | 4+0             | UCL                | 4                  | 1                  |             |             |             | 25     | 6      |
| Totale Porto           | Totale Porto           | Totale Porto           | 25         | 1          |                 | 15              | 4               |                    | 12                 | 2                  |             |             |             | 52     | 6      |
| 2019-2020              | Osasuna                | PD                     | 26         | 2          | CR              | 3               | 0               | -                  | -                  | -                  | -           | -           | -           | 29     | 2      |
| 2020-2021              | Osasuna                | PD                     | 17         | 1          | CR              | 0               | 0               | -                  | -                  | -                  | -           | -           | -           | 17     | 1      |
| Totale Osasuna         | Totale Osasuna         | Totale Osasuna         | 43         | 3          |                 | 3               | 0               |                    | -                  | -                  |             | -           | -           | 46     | 3      |
| apr.-mag. 2022         | Malaga                 | SD                     | 2          | 0          | CR              | -               | -               | -                  | -                  | -                  | -           | -           | -           | 2      | 0      |
| Totale Malaga          | Totale Malaga          | Totale Malaga          | 30         | 3          |                 | 2               | 0               |                    | -                  | -                  |             | -           | -           | 32     | 3      |
| Totale carriera        | Totale carriera        | Totale carriera        | 379        | 53         |                 | 48              | 10              |                    | 59                 | 16                 |             | 2           | 0           | 488    | 79     |

#### Cronologia presenze e gol in nazionale
| Cronologia completa delle presenze e delle reti in nazionale ― Spagna | Cronologia completa delle presenze e delle reti in nazionale ― Spagna | Cronologia completa delle presenze e delle reti in nazionale ― Spagna | Cronologia completa delle presenze e delle reti in nazionale ― Spagna | Cronologia completa delle presenze e delle reti in nazionale ― Spagna | Cronologia completa delle presenze e delle reti in nazionale ― Spagna | Cronologia completa delle presenze e delle reti in nazionale ― Spagna | Cronologia completa delle presenze e delle reti in nazionale ― Spagna |
| Data                                                                  | Città                                                                 | In casa                                                               | Risultato                                                             | Ospiti                                                                | Competizione                                                          | Reti                                                                  | Note                                                                  |
| --------------------------------------------------------------------- | --------------------------------------------------------------------- | --------------------------------------------------------------------- | --------------------------------------------------------------------- | --------------------------------------------------------------------- | --------------------------------------------------------------------- | --------------------------------------------------------------------- | --------------------------------------------------------------------- |
| 26-5-2012                                                             | San Gallo                                                             | Spagna                                                                | 2 – 0                                                                 | Serbia                                                                | Amichevole                                                            | 1                                                                     | 46’                                                                   |
| 30-5-2012                                                             | Berna                                                                 | Spagna                                                                | 4 – 1                                                                 | Corea del Sud                                                         | Amichevole                                                            | -                                                                     | 57’                                                                   |
| Totale                                                                |                                                                       | Presenze                                                              | 2                                                                     |                                                                       | Reti                                                                  | 1                                                                     |                                                                       |

## Palmarès

### Club

#### Competizioni nazionali
- Coppa di Spagna: 1

Atletico Madrid: 2012-2013
- Campionato spagnolo: 1

Atlético Madrid: 2013-2014

#### Competizioni internazionali
- UEFA Europa League: 1

Atlético Madrid: 2011-2012
- Supercoppa UEFA: 1

Atletico Madrid: 2012

### Nazionale
- Campionato d'Europa Under-21: 1

2011

### Individuale
- Scarpa d'argento del campionato mondiale under-20: 1

Canada 2007 (5 gol)
- Scarpa d'oro del campionato europeo under-21: 1

Danimarca 2011 (5 gol)
- Inserito nella selezione UEFA dell'Europeo Under-21: 1

Danimarca 2011